# Bembidion grandiceps
Bembidion grandiceps är en skalbaggsart som beskrevs av Hayward. Bembidion grandiceps ingår i släktet Bembidion och familjen jordlöpare. Inga underarter finns listade i Catalogue of Life.